# Ivana Mádlová
Ivana Mádlová, rozená Správková, (* 31. března 1966 Sokolov) je česká politička, vysokoškolská pedagožka, všeobecná sestra a ekonomka. Od října 2021 poslankyně Poslanecké sněmovny PČR, v roce 2016 krátce zastupitelka Plzeňského kraje, v letech 2014 až 2021 zastupitelka města Plzeň, v letech 2014 až 2022 zastupitelka městského obvodu Plzeň 1 (v letech 2014 až 2018 také 1. místostarostka městského obvodu), členka hnutí ANO 2011.

## Život
V letech 1981 až 1985 vystudovala střední zdravotnickou školu (první tři roky v Karlových Varech, poslední ročník v Plzni). Následně nastoupila jako zdravotní sestra na kardiologickou jednotku intenzivní péče ve Fakultní nemocnici v Plzni. V letech 1992 až 1994 zastávala funkci staniční sestry na 2. interní klinice FN v Plzni. Poté se stala asistentkou hlavní sestry FN v Plzni, a to pro kvalitu ošetřovatelské péče.
V letech 1996 až 2000 vystudovala bakalářský obor ošetřovatelství na plzeňské Lékařské fakultě Univerzity Karlovy. Mezi lety 2002 a 2004 byla též vedoucí katedry ošetřovatelství na nově vybudované Vysoké škole v Plzni. V roce 2003 absolvovala magisterský obor učitelství odborných předmětů pro střední zdravotnické školy na Pedagogické fakultě Univerzity Palackého v Olomouci. V následujícím roce složila na téže fakultě rigorózní zkoušku a získala tak titul PhDr.
Později se stala ředitelkou pražského centra ALZHEIMER HOME Modřany.
Ivana Mádlová žije ve městě Plzeň, konkrétně v městském obvodu Plzeň 1.

## Politické působení
Je členkou hnutí ANO 2011. V komunálních volbách v roce 2014 byla zvolena z pozice lídryně kandidátky hnutí ANO 2011 zastupitelkou městského obvodu Plzeň 1. Na začátku listopadu 2014 se navíc stala 1. místostarostkou městského obvodu. Ve volbách v roce 2018 mandát obhájila, opět jako lídryně kandidátky hnutí ANO 2011. Nicméně v listopadu 2018 skončila ve funkci 1. místostarostky městského obvodu. V komunálních volbách v roce 2022 kandidovala do zastupitelstva Plzně 1 z 18. místa kandidátky subjektu „ANO 2011 a nezávislí“. Mandát zastupitelky městského obvodu se jí však nepodařilo obhájit.
V komunálních volbách v roce 2014 byla rovněž za hnutí ANO 2011 zvolena zastupitelkou města Plzně. Ve volbách v roce 2018 mandát obhájila, v dubnu 2021 však na funkci rezignovala. V komunálních volbách v roce 2022 již do zastupitelstva Plzně nekandidovala.
V krajských volbách v roce 2016 byla zvolena ze druhého místa kandidátky hnutí ANO 2011 zastupitelkou Plzeňského kraje. Avšak ještě před ustavujícím zasedáním zastupitelstva v listopadu 2016 na svůj mandát rezignovala.
Ve volbách do Poslanecké sněmovny PČR v roce 2021 byla lídryní hnutí ANO 2011 v Plzeňském kraji. Získala 3 699 preferenčních hlasů, a stala se tak poslankyní.
Ve volbách do Poslanecké sněmovny PČR v roce 2025 je lídryní hnutí ANO v Plzeňském kraji.